# Sicherheitspolizei

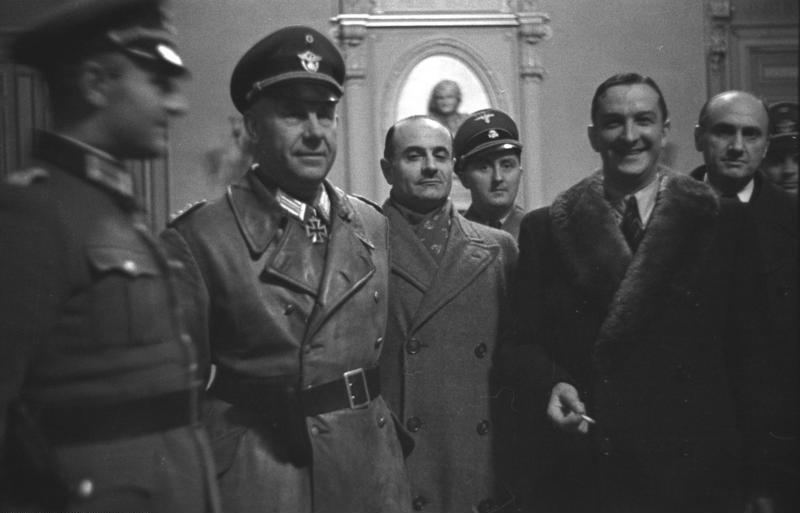
Alguns oficiais da Sicherheitspolizei na França, durante a Segunda Guerra Mundial.

A Sicherheitspolizei (Polícia de Segurança), muitas vezes abreviado como SiPo, foi um termo usado na Alemanha para a polícia de segurança. No Terceiro Reich, referia-se aos órgãos de segurança de investigação política e criminal do Estado. Era composto pelas forças combinadas da Gestapo (Polícia secreta do Estado) e da Kriminalpolizei (Polícia criminal; Kripo) entre 1936 e 1939. Como uma agência formal, o SiPo foi incorporado ao Escritório Central de Segurança do Reich (RSHA) em 1939, mas o termo continuou a ser usado informalmente até o final da Segunda Guerra Mundial na Europa.

## Origens
O termo se originou em agosto de 1919, quando o Reichswehr criou o "Sicherheitswehr" como uma força policial militarizada para agir durante tempos de motins ou greves. Devido a limitações no número de exércitos, foi renomeado para Sicherheitspolizei para evitar a atenção. Eles usavam um uniforme verde, e às vezes eram chamados de "Polícia Verde". Era um corpo militar, que recrutavam na maioria das vezes homens dos Freikorps.

## Terceiro Reich
Quando os nazistas chegaram ao poder em 1933, a Alemanha, como um estado federal, tinha uma miríade de agências policiais locais e centralizadas, que muitas vezes não eram coordenadas e tinham jurisdições sobrepostas. O plano de Heinrich Himmler e Reinhard Heydrich era absorver totalmente todo o aparato policial e de segurança na estrutura da Schutzstaffel (SS). Para este fim, Himmler assumiu o comando primeiro da Gestapo. Então, em 17 de junho de 1936, todas as forças policiais em toda a Alemanha foram unidas, após a nomeação de Himmler como Chefe da Polícia Alemã. 
Himmler reorganizou imediatamente a polícia, com as agências estatais estatutariamente divididas em dois grupos: os Ordnungspolizei (Polícia da Ordem; Orpo), composto tanto pela polícia nacional uniformizada quanto pela polícia municipal, e pela Sicherheitspolizei (Polícia de Segurança; SiPo), composto pelo Kripo e Gestapo. Heydrich foi nomeado chefe do SiPo, sendo que já era chefe do Sicherheitsdienst (Serviço de Segurança; SD) e da Gestapo.
A ideia era identificar e integrar totalmente o órgão partidário (SD) com o órgão estadual (SiPo). A maioria dos membros do SiPo foram encorajados ou se voluntariaram para se tornarem membros da SS e muitos ocuparam um posto em ambas as organizações. No entanto, na prática, houve sobreposição jurisdicional e conflito operacional entre o SD e a Gestapo. O Kripo manteve um nível de independência desde que sua estrutura foi estabelecida há mais tempo. Himmler fundou o "Hauptamt Sicherheitspolizei" para criar um escritório central do SiPo sob o comando geral de Heydrich. 

## Fusão
Em setembro de 1939, com a fundação do Escritório Central de Segurança do Reich (Reichssicherheitshauptamt; RSHA), o Sicherheitspolizei como uma agência estatal em funcionamento, deixou de existir quando o departamento foi incorporado à RSHA. Além disso, a RSHA obteve o comando geral das unidades Einsatzgruppen a partir de então. Os membros das unidades Einsatzgruppen foram retirados da SS, do SD e da polícia. Eles foram usados durante a invasão da Polônia para despolitizar à força do povo polonês e assassinar membros de grupos mais claramente identificados com a identidade nacional polonesa: a intelligentsia, membros do clero, professores e membros da nobreza. Quando as unidades foram reformadas antes da invasão da União Soviética em 1941, os homens do Einsatzgruppen foram recrutados da SD, Gestapo, Kripo, Orpo e Waffen-SS.